# Ligne de flottaison (informatique)
Pour les articles homonymes, voir Ligne de flottaison (homonymie).

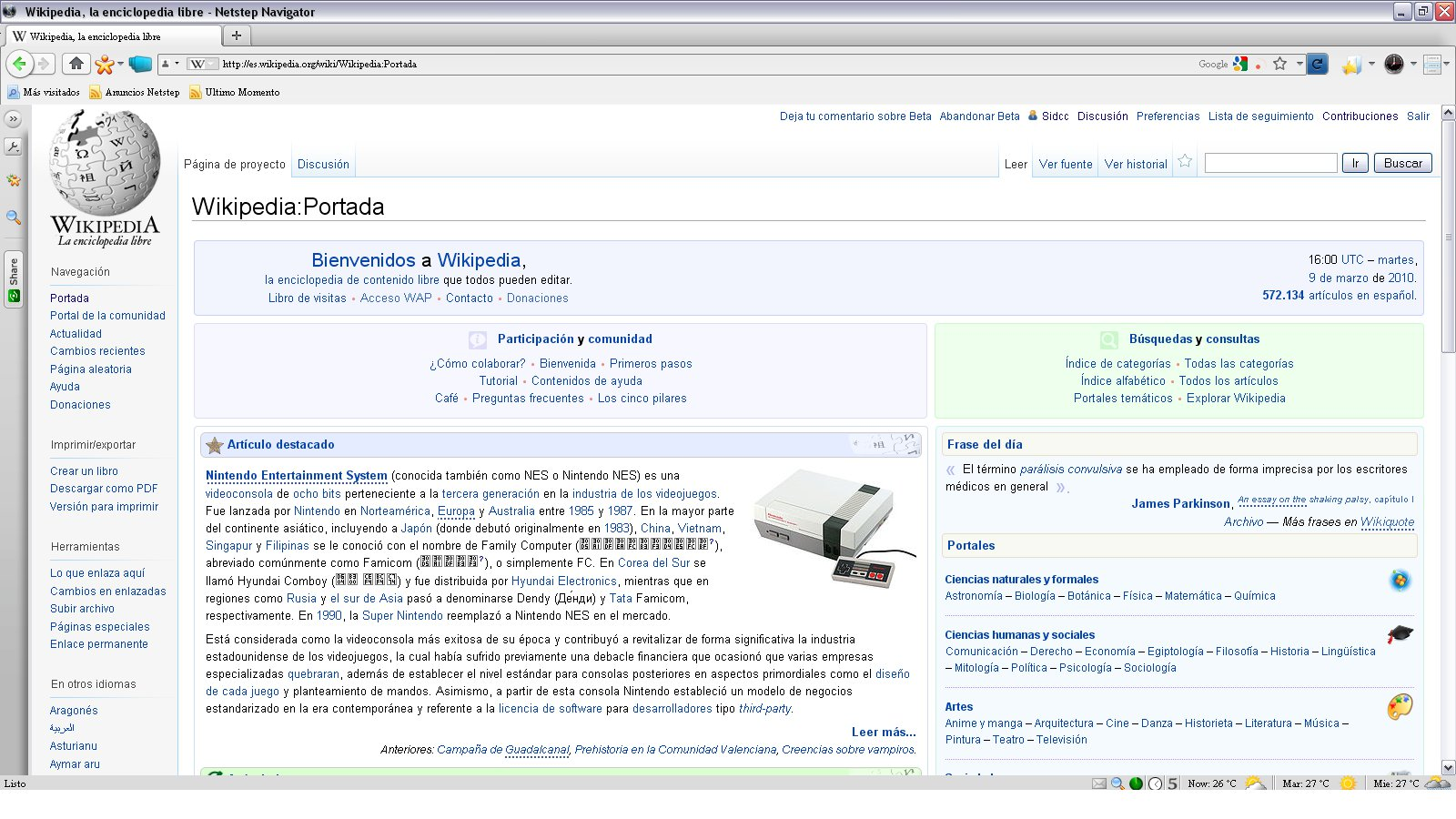
Partie visible d'une page web

En informatique, la ligne de flottaison est la ligne qui sépare la partie d'une page Web visible lors du chargement de la partie invisible qui est accessible uniquement avec l'utilisation de la barre de défilement.
Les webmestres ont intérêt à maximiser la valeur du contenu de la page au-dessus de la ligne de flottaison, car les internautes consultent souvent uniquement cette partie d'une page et les moteurs de recherche améliorent le positionnement des pages qui contiennent un contenu intéressant au-dessus de la ligne de flottaison.